# SN 1997O
SN 1997O – supernowa typu Ia odkryta 6 stycznia 1997 roku w galaktyce A082402+0407. Jej maksymalna jasność wynosiła 22,97m.